# Harmothoe meteroae
Harmothoe meteroae är en ringmaskart som beskrevs av Augener 1931. Harmothoe meteroae ingår i släktet Harmothoe och familjen Polynoidae. Inga underarter finns listade i Catalogue of Life.